# Fritz-Sänger-Preis
Der Fritz-Sänger-Preis für mutigen Journalismus wurde 1981 vom Parteivorstand der SPD zum 80. Geburtstag des Journalisten und ehemaligen SPD-Bundestagsabgeordneten Fritz Sänger (* 24. Dezember 1901; † 30. Juli 1984) gestiftet.
Der Preis soll denjenigen Anerkennung und Respekt zollen, die während ihres Lebens und Schaffens für Presse- und Rundfunkfreiheit eintreten. Laut „Statut über die Stiftung und Verleihungsbedingungen“ soll er die Bedeutung des Journalisten Fritz Sänger für die Entwicklung einer demokratischen Presse in der Bundesrepublik Deutschland anerkennend hervorheben.
Er wird alle zwei Jahre vergeben und ist mit 5.000 € (früher: 10.000 DM) dotiert. 1983 wurde der Preis erstmals vergeben, die letzte Verleihung fand 1998 statt. Ob und wann wieder eine Ausschreibung stattfindet, steht laut Medienreferat der SPD derzeit nicht fest.

## Preiskomitee
Das Preiskomitee wurde durch Beschluss des SPD-Parteivorstandes berufen und besteht aus 16 Mitgliedern. Ein Mitglied des Komitees, das selbst als möglicher Preisträger vorgeschlagen ist, ist wegen Befangenheit von der Abstimmung über die Preisvergabe ausgeschlossen.
Mitglieder der Jury waren u. a. Hans Abich, Herbert Bermeitinger, Freimut Duve, Günter Grass, Peter Glotz, Anke Fuchs, Peter Merseburger, Harry Pross, Irmgard Schäfer-Sänger und Rudolf Wassermann.

## Preisträger
- 1983 – Franca Magnani für ihren jahrelangen unerschrockenen Widerstand gegen die Einschränkung ihrer journalistischen Arbeit.
- 1985 – Elisabeth Rottmann für ihr Engagement in der Lokalpresse, Hans-Peter Riese für seine journalistische Tätigkeit in der CSSR und als Korrespondent des Deutschlandfunks.
- 1987 – der ermordete chilenische Journalist José Carrasco Tapia (posthum). Stellvertretend für ihn und für die ermordeten Journalisten in den Diktaturen der Welt nahm Carrascos Lebensgefährtin Silvia Vera den Preis entgegen.
- 1989 – Hans-Joachim Lang, Wolfgang Moser (von den Preisträgern zurückgewiesen)
- 1991 – Peter Merseburger für seinen kritischen Journalismus in seiner Zeit als Korrespondent in Ost-Berlin.
- 1993 – (symbolisch) die im ehemaligen Jugoslawien getöteten Journalisten für ihren Mut und ihren Einsatz.
- 1995 – Susanne von Paczensky für ihr einzigartiges publizistisches Lebenswerk, Wilfried Huismann für seine Reportage Das Totenschiff in der Reihe „ARD-exclusiv“.
- 1998 – Frank Jansen, für seine couragierte Berichterstattung über Rechtsextremismus.

## Besonderes
1989 wiesen die beiden nominierten Preisträger, Wolfgang Moser und Hans-Joachim Lang die Auszeichnung zwei Tage vor der Zeremonie zur Preisübergabe zurück, weil Fritz Sänger ihrer Meinung nach während des Nazi-Regimes in Deutschland Kriegspropagandist gewesen sei. Sänger geriet dadurch ins Zwielicht, da er aber schon 1984 verstorben war, konnte er zu den Vorwürfen nicht mehr Stellung nehmen.